# Urteil des Paris von Raimondi nach Raffael
Das Urteil des Paris ist ein Kupferstich von Marcantonio Raimondi, der zu den bekanntesten Werken der Druckgrafik zählt. Dem Werk zugrunde liegt eine verloren gegangene Zeichnung des Renaissance-Malers Raffael, der sich dabei an antiken Vorbildern orientierte. Das Werk gehört zu einer Gruppe von Kompositionen, die Raffael für Raimondi entwarf und mit dessen Hilfe als Druck vervielfältigte. Thema des Werks ist das Urteil des Paris aus der griechischen Mythologie.

## Bildbeschreibung

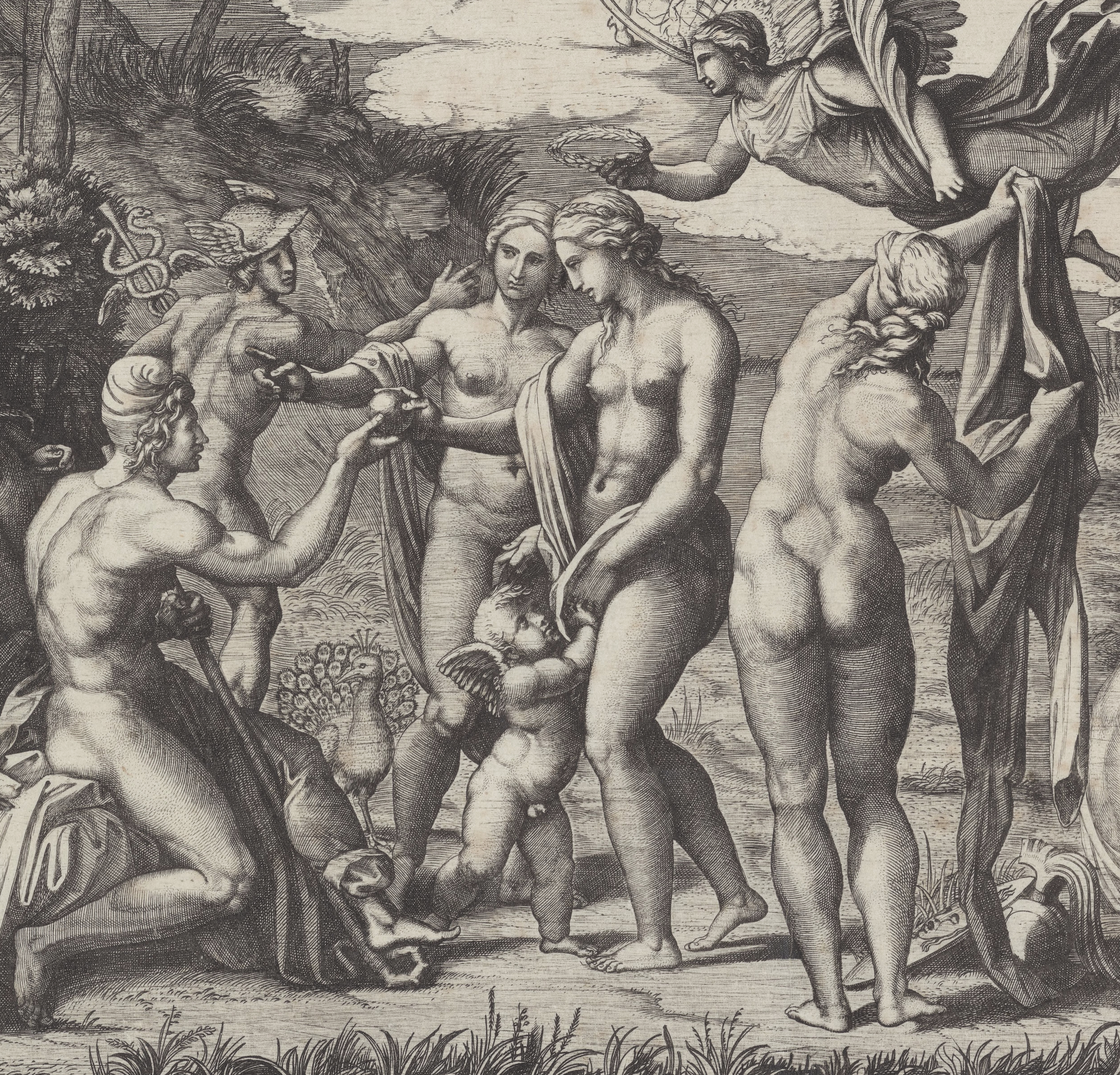
Paris, Merkur, Juno, Amor, Venus, Victoria und Minerva

Links von der Bildmitte wird das Ereignis dargestellt, das den Trojanischen Krieg auslöste: Paris musste unter Juno, Minerva und Venus die schönste der Göttinnen auswählen. Er hat sich soeben für Venus entschieden, die von ihm den goldenen Apfel erhält. Venus, die vom kleinen Amor begleitet wird, hatte Paris als Belohnung die schönste Frau der Welt, Helena von Troja, versprochen. Zwischen Paris und Venus erkennt man Juno mit dem Pfau als Attribut und den Götterboten Merkur mit Hermesstab und Flügelhelm. Merkur hatte auf Geheiß von Jupiter die drei Göttinnen zu Paris geführt, damit dieser an Stelle von Jupiter eine Wahl treffe. Nun eilt er davon, um die olympischen Götter den Ausgang der Wahl   mitzuteilen. Iuno hat mit einer drohenden Gebärde den Zeigefinger gegen Paris erhoben und nimmt mit dieser Haltung die unheilvollen Konsequenzen des Urteils vorweg.

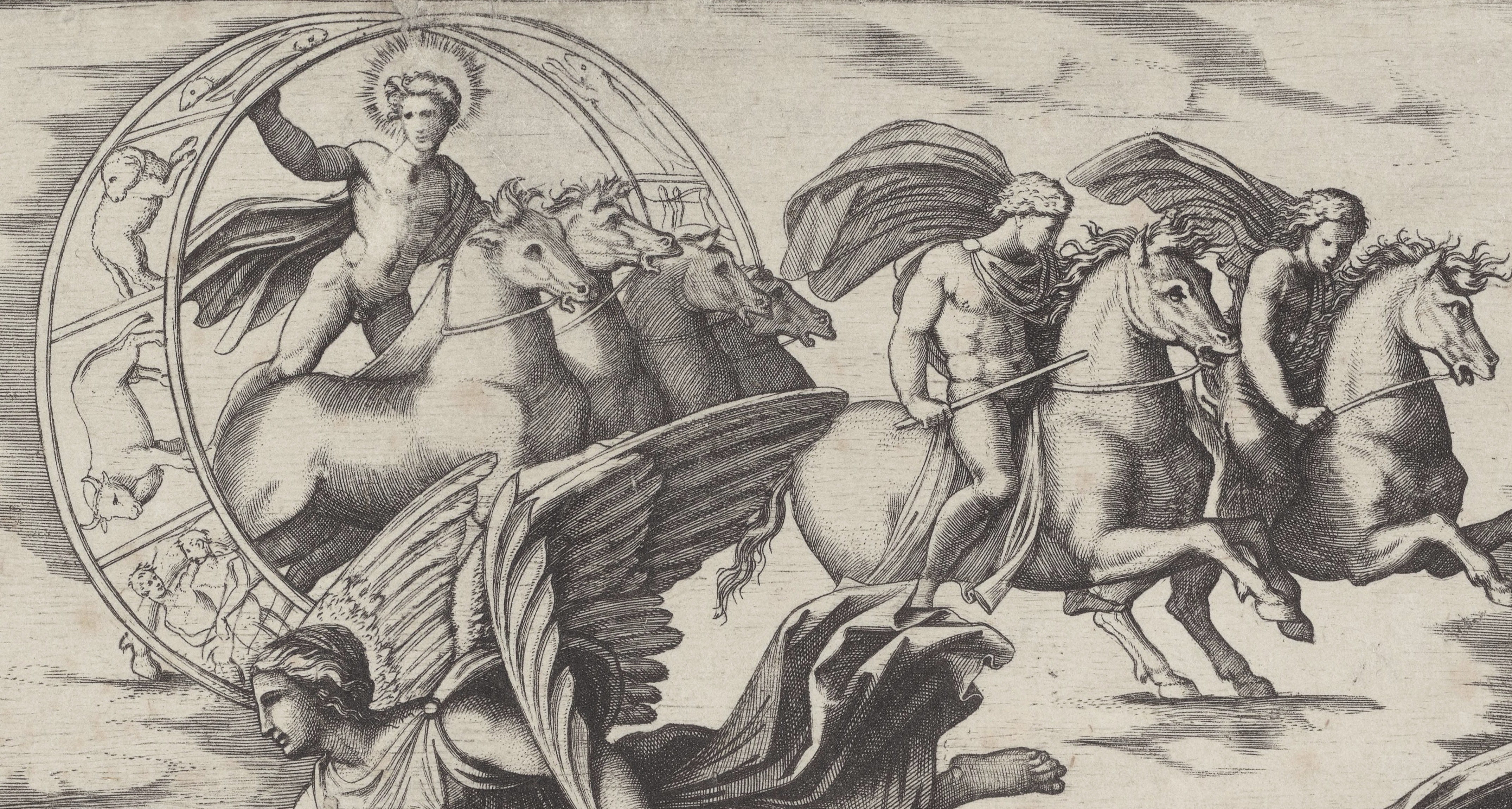
Sol in seinem Viergespann mit Kastor und Pollux

Die dritte Göttin, Minerva, ist in der Bildmitte mit Helm und Schild zu Füßen und einem Umhang in Händen als gewundener Rückenakt dargestellt. Zusammen mit der heranschwebenden Victoria, die Venus mit einem Siegeskranz krönt, und dem Viergespann des Sonnengottes Sol, das von einem Tierkreis umgeben ist, bildet Minerva eine Mittelachse, die das Bild in zwei Abschnitte unterteilt. Dem Sonnenwagen reiten Kastor und Pollux voran. Rechts oben thront Jupiter, getragen vom Windgott Aeolus, begleitet von einem Adler als Zeichen der Macht, umringt von Ganymed, Diana und einer nicht identifizierbaren Göttin. Sol und Jupiter gehören einer himmlischen Sphäre an, die durch den hellen Hintergrund von der irdischen Sphäre getrennt wird.

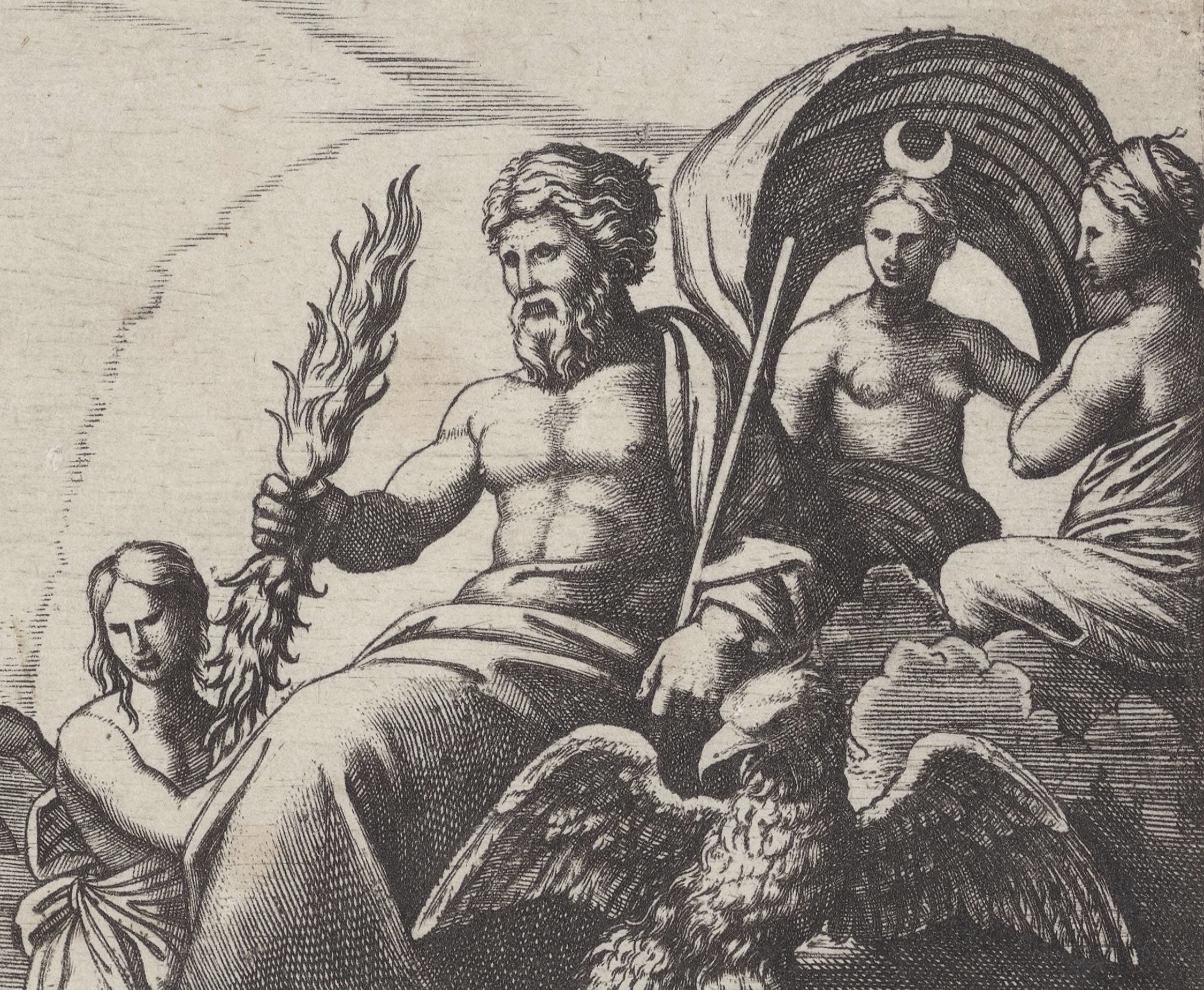
Jupiter mit Adler, Ganymed, Diana und einer weiteren Göttin

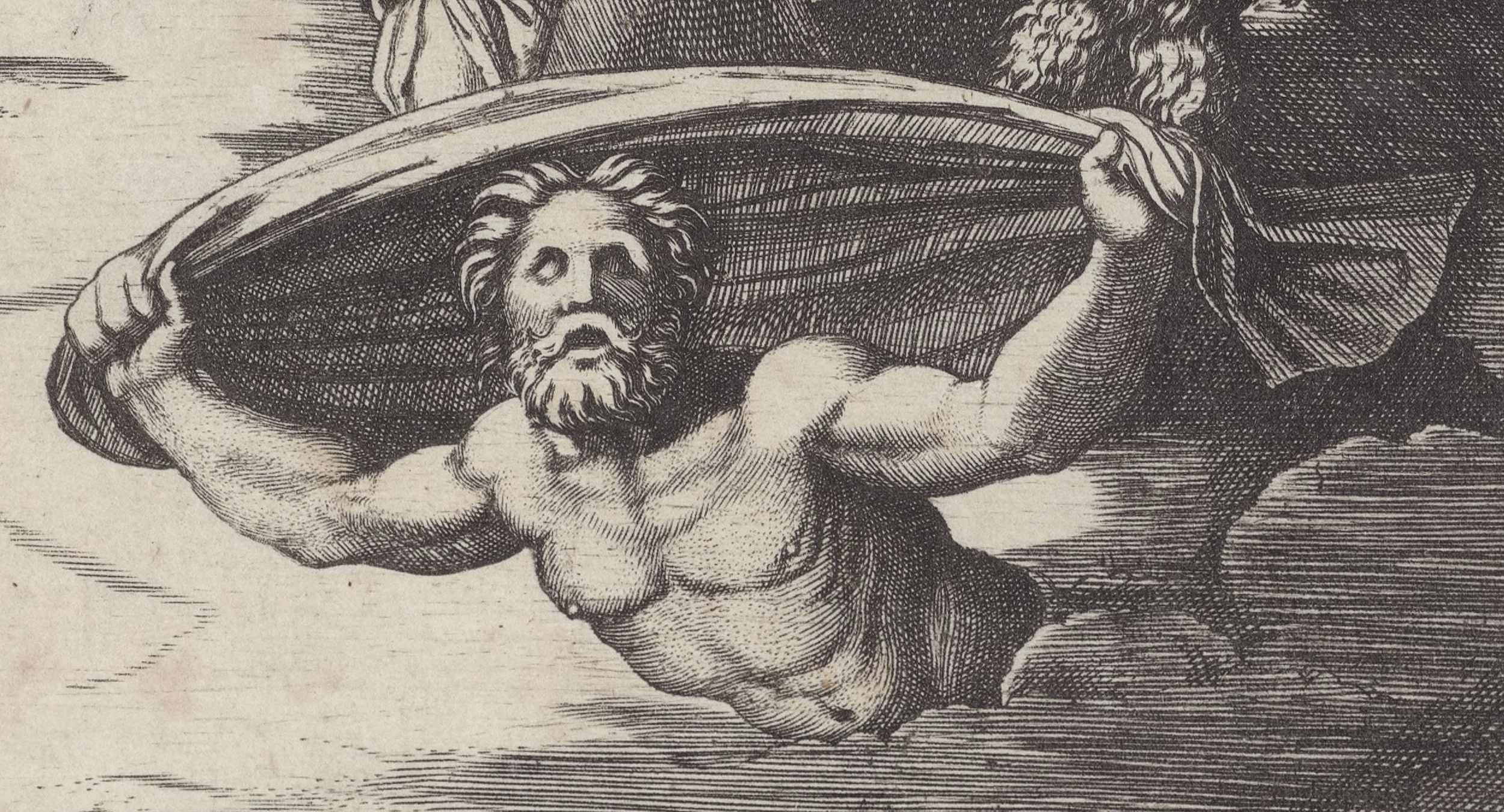
Aeolus

Die irdische Szenerie ist eingebettet in eine idyllische Landschaft mit Nymphen und Flussgöttern, die in das Geschehen des Wettstreits nicht einbezogen sind und anscheinend auch keine Notiz nehmen. Ganz links am Rand sind offenbar drei Najaden zu sehen. Diese besonderen Nymphen wachen über Quellen, Bäche, Flüsse, Sümpfe, Teiche und Seen. Am rechten Bildrand befindet sich korrespondierend zu den Najaden eine Gruppe von zwei Flussgöttern und einer weiteren Nymphe, die als einzige unter den Personen den Blick zum Betrachter richtet.

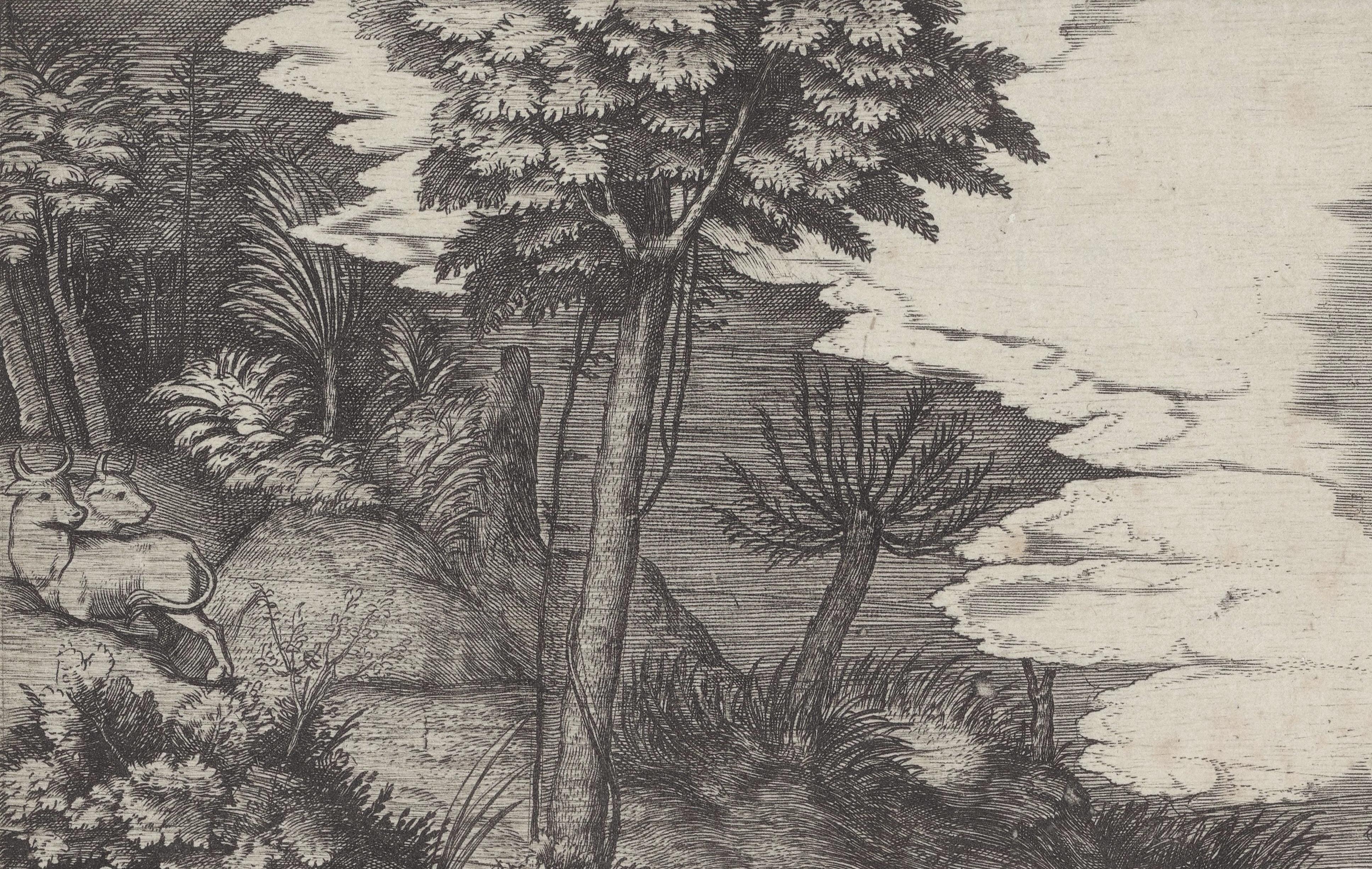
Landschaft im Hintergrund

Links unten findet sich die Inschrift SORDENT PRAE FORMA / INGENIUM VIRTUS / REGNA AVRUM (Gering erscheinen im Angesicht der Schönheit Geist, Herrschaft, Tugend und Gold), die zugleich das Motto des gesamten Werks zu sein scheint. Rechts von der Mitte erkennt man das Monogramm MAF, ein vielleicht falsch geschriebenes Monogramm von Marcantonio Raimondi. MAF könnte auch für Marc Antonio de’ Franci stehen, womit Raimondi vielleicht auf seinen Lehrer Francesco Francia Bezug nimmt. Die unmittelbar anschließende Inschrift RAPH VRBI / INVEN verweist darauf, dass Raphael aus Urbino (RAPHAELLO DA URBINO) die Zeichnung entworfen hat (INVENIT).

## Entstehung
Wie einige Studien und Motivzitate erkennen lassen, beschäftigte sich Raffael einige Zeit mit der Zeichnung. Die Komposition geht in den wesentlichen Teilen auf antike Vorbilder zurück, wobei zwei Sarkophagreliefs mit dem Urteil des Paris, die sich heute in der Villa Medici und der Villa Doria-Pamphilj in Rom befinden, die deutlichsten Bezüge aufweisen. Die drei Nymphen am linken Bildrand stammen vom Doria-Pamphilj-Relief, ebenso der Hirtenhund an der Seite von Paris und Amor an der Seite von Venus. Fast alle anderen Figuren finden sich auf dem Relief an der Villa Medici, wobei Raffael bei einigen Gottheiten eine Umdeutung vornahm. Raffael ordnete die Figurengruppen aber lockerer an und gab ihnen dadurch die Möglichkeit räumlicher Entfaltung.

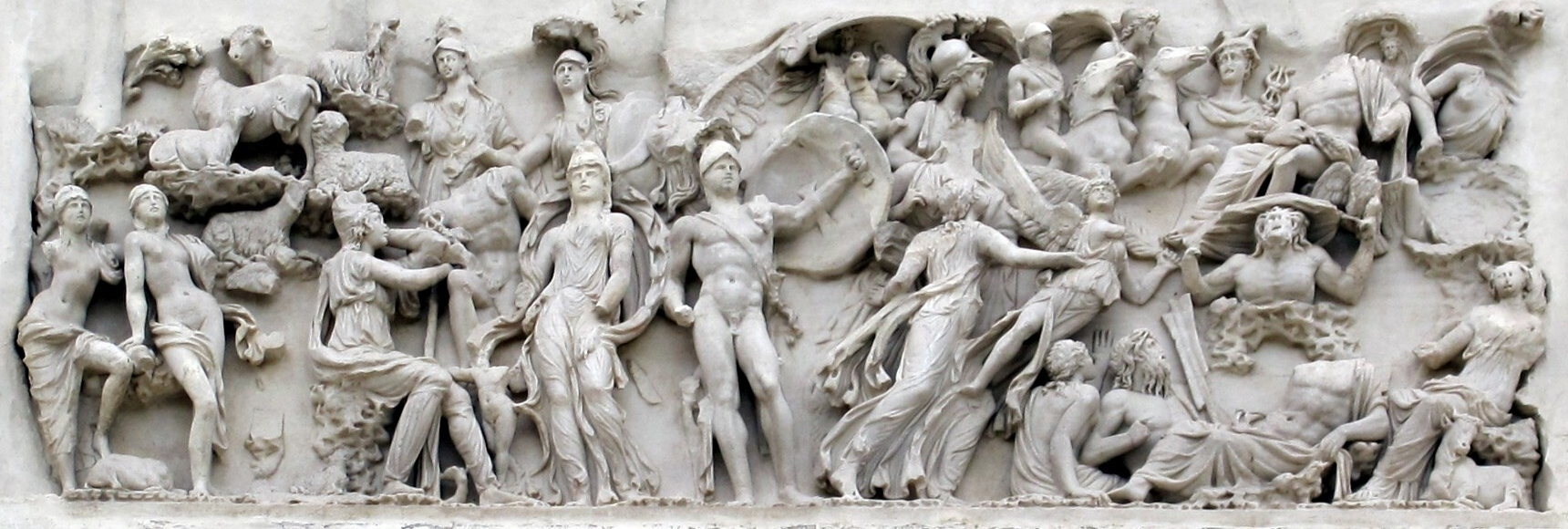
Sarkophagrelief an der Fassade der Villa Medici (Ergänzte Kopie)
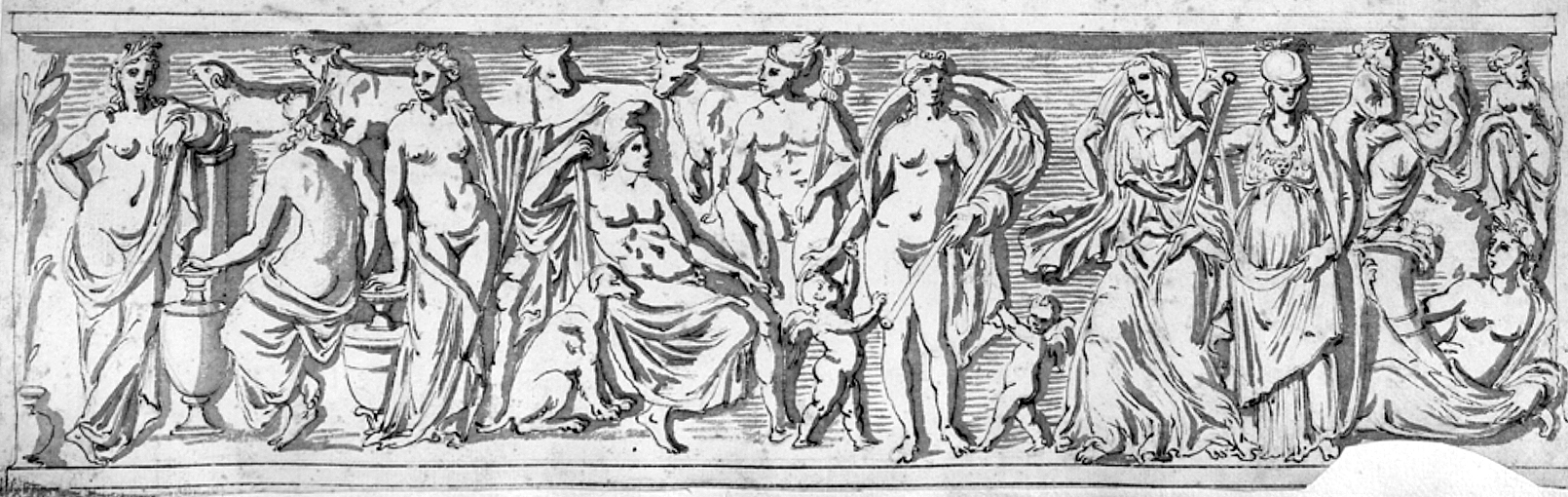
Sarkophagrelief aus dem Villa Doria-Pamphilj (Zeichnung von Giovanni Antonio Dosio)

Der weibliche Rückenakt als Mittelachse der Komposition geht auf kein antikes Vorbild zurück, sondern stellt eine Innovation von Raffael dar. Ein weiterer Unterschied besteht auch darin, dass Raffael nahezu alle Gottheiten außer Victoria im Gegensatz zur römischen Tradition nackt darstellt. Zudem entsteht der Eindruck, dass Raffael bewusst eine Fülle von Personen in der Komposition vereint, um möglichst viele Positionen, Wendungen und Haltungen darstellen zu können. Offenbar wollte Raffael entsprechend dem Motto auf dem Kupferstich die Schönheit des menschlichen Körpers in möglichst vielen Erscheinungsformen darstellen und preisen. Indem er die drei Göttinnen von vorne, von hinten und von der Seite zeigte, verdeutlichte Raffael, dass man auch im zweidimensionalen Raum einer Zeichnung die Möglichkeit hat, eine Vorstellung von der Rundumansicht eines Körpers zu vermitteln.

## Kupferstich

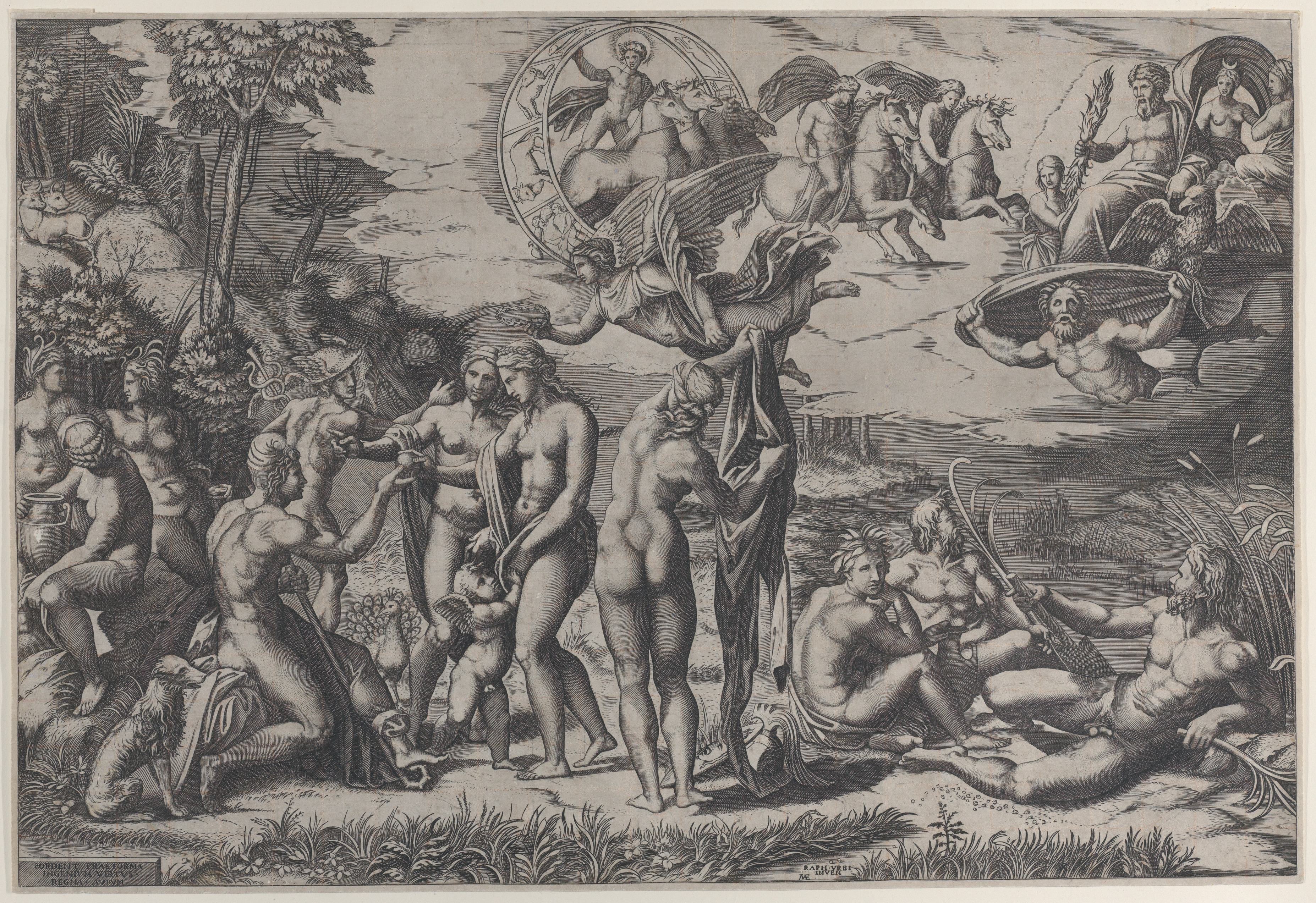
Kupferstich von Marco Dente

Besonders die frühen Drucke zeichnen sich durch einen warmen samtigen Grundton aus. Diese atmosphärische Stimmung erzielte Raimondi, indem er die Druckplatte großflächig mit einem Bimsstein aufraute und nur die Stellen polierte, die weiß bleiben sollten. Raimondi durchzog Teile des Bildhintergrunds mit waagrechten Linien. Mit diesem Verfahren gelang es ihm, die einzelnen Figuren miteinander zu verbinden. Bemerkenswert sind auch der malerische Stil und die skulpturale Wirkung der Körper. Raimondi verwendete dazu einen äußerst spitzen Grabstichel und modellierte mit präzisen und variationsreichen Schraffuren die verschiedenen Kompositionselemente. Aufgrund der großen Nachfrage war die Kupferplatte mit Raimondis Stich bald abgenutzt und machte einen Nachstich erforderlich, den Marco Dente in den 1520er Jahren anfertigte. Dentes Reproduktion ist sehr genau, wenn auch technisch einfacher in der Ausführung.

## Datierung
Die Datierung von Entwurf und Ausführung des Paris-Urteils ist nicht gesichert und wird seit langem intensiv diskutiert. Nach Giorgio Vasari beschäftigte sich Raffael schon um 1509/1510 mit der Komposition. Den Stich bezeichnet Vasari als eines der frühesten römischen Werke Raimondis aus den Jahren 1510 bis 1511. Diese Ansicht gilt als überholt, da Raimondis hoch entwickelte Technik klar gegen einen so frühen Zeitpunkt spricht. Heute geht man von einem Zeitraum zwischen 1515 und 1520 aus. Allerdings ist der Stil Raimondis weit entfernt vom seinem ab 1520 anzusetzenden Spätwerk, das sich durch eine nüchterne und akademische Ausführung auszeichnet. Eine Datierung des Kupferstichs um 1515 scheint daher naheliegend. Zu dieser Zeit dürfte auch die Zeichnung von Raffael entstanden sein. Für diese Datierung um 1515 spricht die Unausgewogenheit der Komposition im Vergleich zur klassischen Anordnung der Bildfiguren in der Stanza della Segnatura von 1508 bis 1511.

## Nachwirkung
Das Urteil des Paris entfaltete über die Jahrhunderte eine bedeutende künstlerische Nachwirkung, da es sich sowohl inhaltlich als auch kompositorisch von vorangegangenen und zeitgenössischen Interpretationen des Themas unterschied. Auch Raimondis ausgefeilte Technik des Schraffierens sorgte für Aufsehen und beeinflusste nachfolgende Generationen von Graveuren. Bereits im 16. Jahrhundert erschienen Reproduktionen von Figurengruppen und Einzelfiguren. Verbreitung fand auch eine Kopie von Luca Penni, die wesentliche Teile der Komposition enthielt und von Jean Mignon als Kupferstich reproduziert wurde. Giovanni Battista Bertani wandelte die Komposition weiter ab und verlieh ihr eine deutlich negativere Konnotation. Die Schönheit der Venus wird hier zum verhängnisvollen Blendwerk. Giorgio Ghisi fertigte dazu den Kupferstich an. Auch auf zeitgenössischen Majoliken wurden viele Motive aus der Vorlage von Raimondi und Raffael übernommen.
Édouard Manet ließ sich 1863 von der Figurengruppe im rechten Bildvordergrund zu seinem Skandalbild Das Frühstück im Grünen (Le Déjeuner sur l’herbe) inspirieren. Zahlreiche weitere Künstler wie Edgar Degas oder Pablo Picasso setzten sich intensiv mit der Grafik auseinander. Heute wird das Werk vor allem als kongeniale Zusammenarbeit zwischen Raffael und Marcantonio Raimondi verstanden und gilt aufgrund des kompositorischen Einfallsreichtums und der technischen Brillanz als einer der Höhepunkte der Druckgrafik.

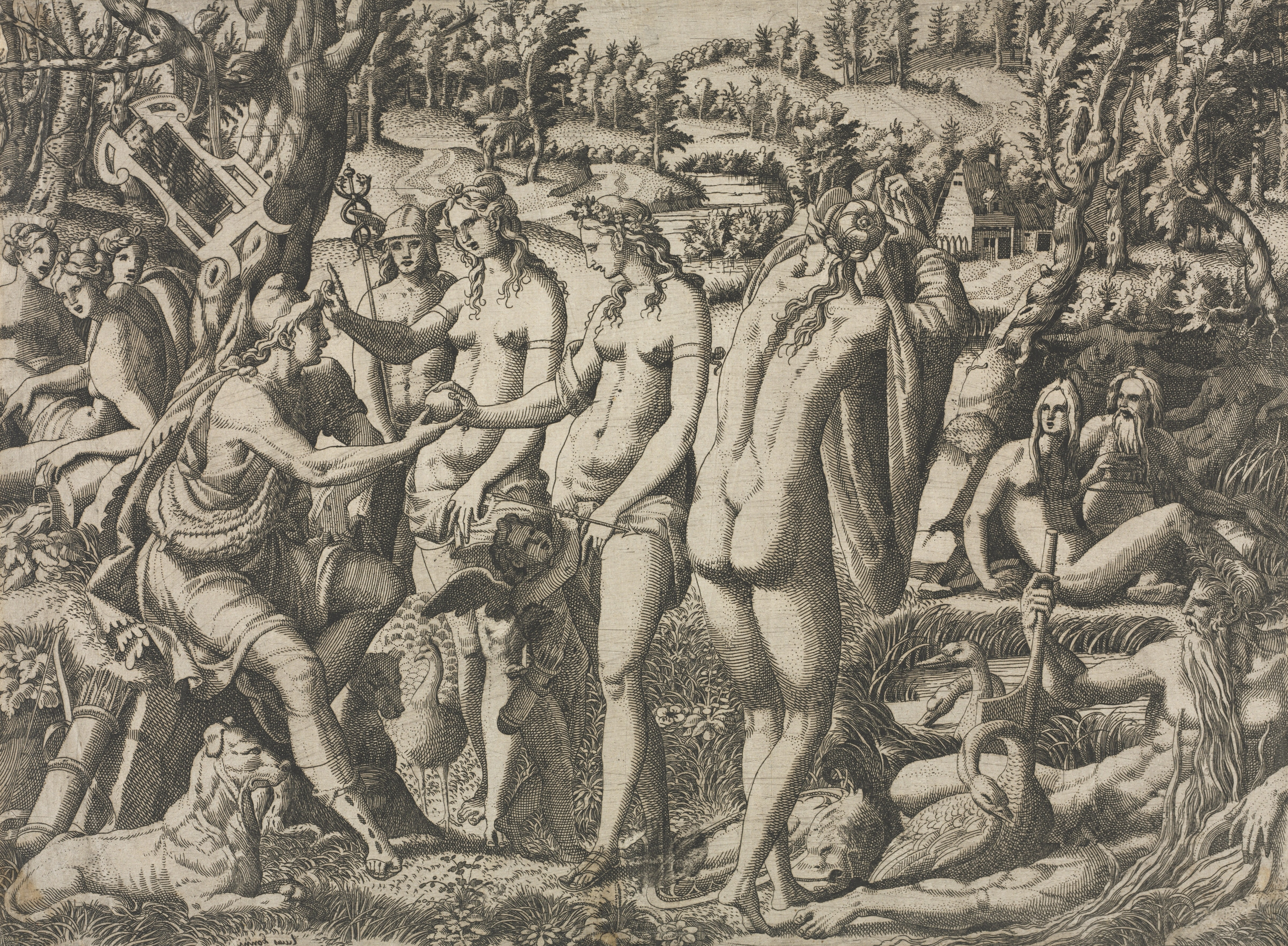
Kupferstich von Jean Mignon nach Luca Penni (um 1545)
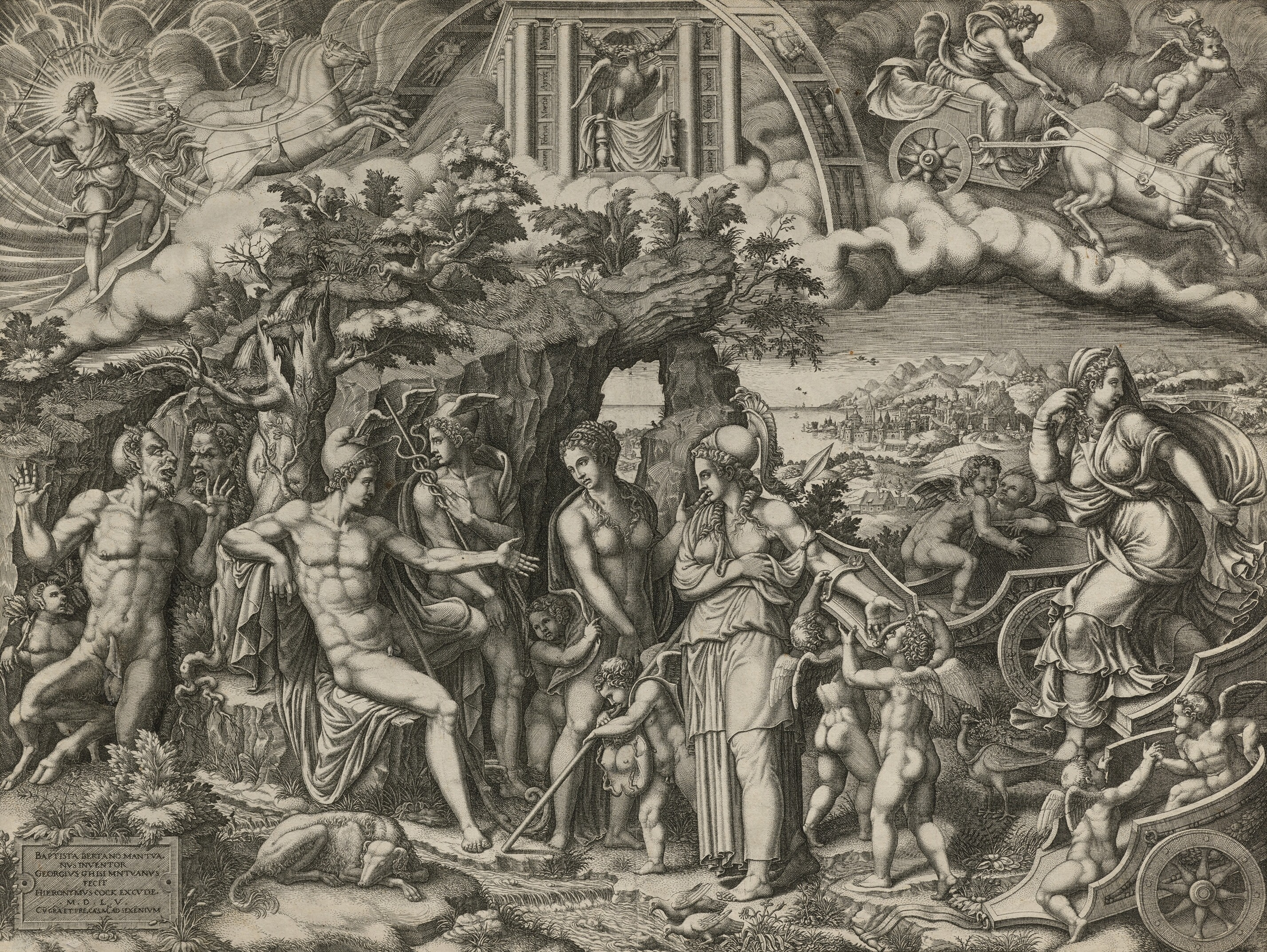
Kupferstich von Giorgio Ghisi nach Giovanni Battista Bertani (1555)
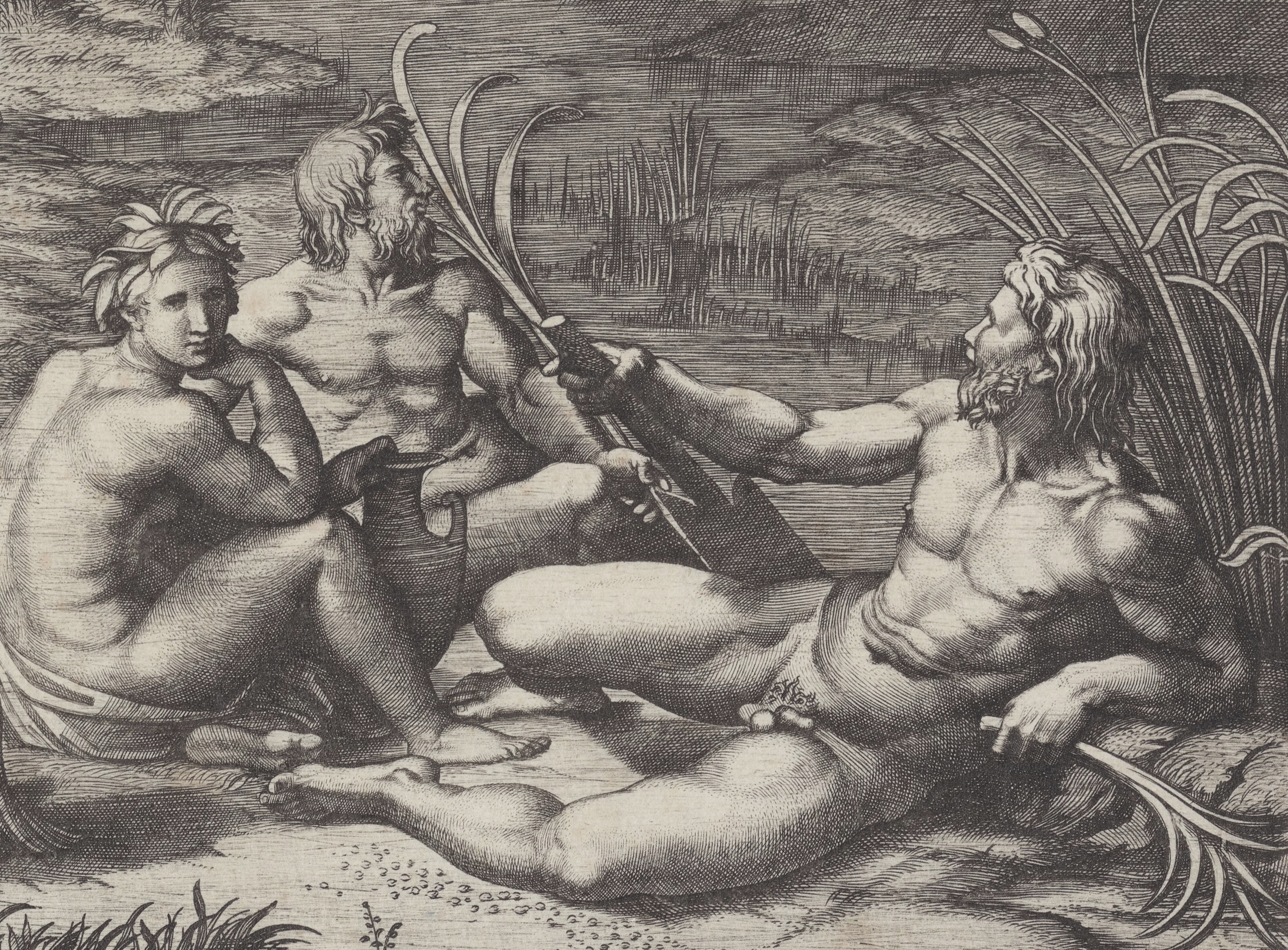
Nymphe mit zwei Flussgöttern im Vordergrund rechts
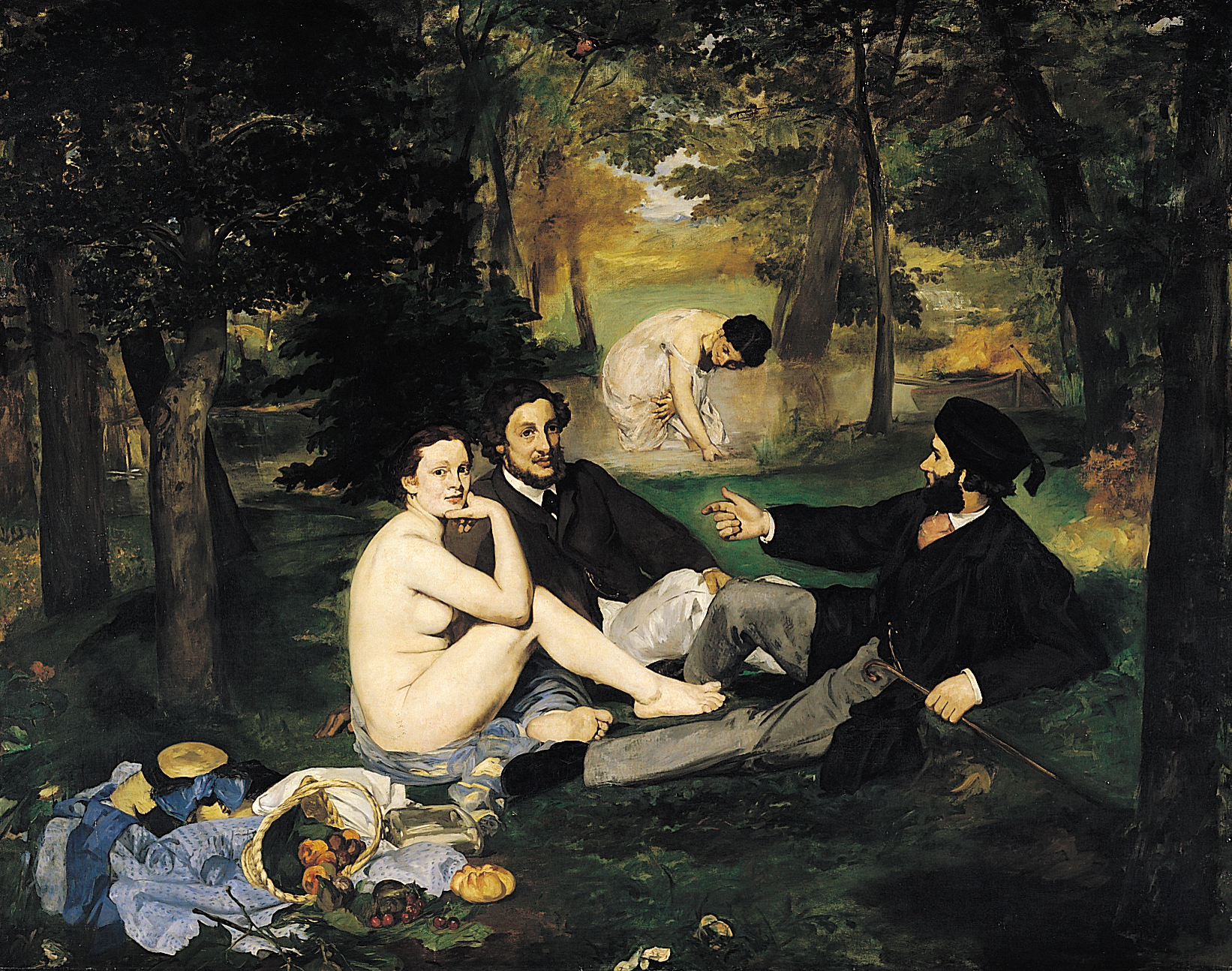
Édouard Manet: Das Frühstück im Grünen (1863)